# Palicourea affinis
Palicourea affinis är en måreväxtart som beskrevs av Paul Carpenter Standley. Palicourea affinis ingår i släktet Palicourea och familjen måreväxter. Inga underarter finns listade i Catalogue of Life.